# Setsoto
Setsoto (officieel Setsoto Local Municipality) is een gemeente in het Zuid-Afrikaanse district Thabo Mofutsanyane.
Setsoto ligt in de provincie Vrijstaat en telt 112.597 inwoners.  Het gemeentebestuur is in Ficksburg gevestigd.

## Hoofdplaatsen
Het nationaal instituut voor de statistiek, Stats SA, deelt sinds de census 2011 deze gemeente in in 10 zogenaamde hoofdplaatsen (main place):
Clocolan • Ficksburg • Hlohlolwane • Marquard • Matwabeng • Meqheleng • Moemaneng • Senekal • Setsoto • Setsoto NU.